# Antoninian

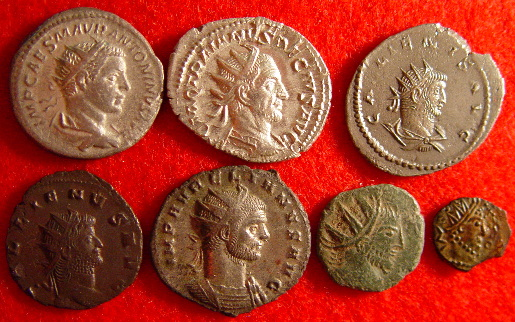
7 Antoniniani
Reihe 1: Elagabal (Silber, 218–222 n. Chr.), Decius (Silber, 249–251 n. Chr.), Gallienus (Billon, 253–268 n. Chr.).
Reihe 2: Gallienus (Kupfer, 253–268 n. Chr.), Aurelian (versilbert, 270–275 n. Chr.), barbarische Nachprägung (Kupfer), barbarische Nachprägung (Kupfer).

Der Antoninian war eine antike römische Silbermünze, die unter Kaiser Caracalla (211–217) um 214 n. Chr. als offizielles Zahlungsmittel in die Wirtschaft des römischen Reiches eingeführt wurde.

## Münzgeschichte und ökonomische Bedeutung
Der antike Name der Münze ist nicht überliefert. Die Bezeichnung Antoninian leitet sich vom eigentlichen Namen Caracallas, Marcus Aurelius Antoninus, ab und wurde im Mittelalter eingeführt. Nach neueren Forschungen soll der antike Name des Antoninian Bicharactus gewesen sein.
Der Antoninian entwickelte sich im 3. Jahrhundert aufgrund der galoppierenden Inflation zur meistgeprägten Münze und wurde erst durch die Münzreform Diokletians Ende des 3. Jahrhunderts abgelöst. Inzwischen hatte sich Aurelian um eine Stabilisierung des Antoninians bemüht.
Der Antoninian hatte eine Wertigkeit von nominal zwei Denaren und zu Beginn der Prägungen ein Gewicht von etwa 5,5 Gramm. Nach dem Silberfeingehalt berechnet, entsprach er von Anfang an jedoch nur 1½ Denar. Im Lauf der Zeit reduzierten sich Gewicht und Silbergehalt immer weiter, so dass er gegen Ende des Jahrhunderts faktisch nur noch eine winzige Bronzemünze ohne nennenswertem Silbergehalt war. Hatte ein Antoninian um 238 im Schnitt noch einen Silbergehalt von etwa 40 Prozent, so waren es um 270 weniger als 3 Prozent.
Hervorstechendes Merkmal des Antoninian war die Strahlenkrone auf dem Bild des Herrschers bzw. die Mondsichel unter dem Bild der Kaiserin. Schon seit rund zwei Jahrhunderten wurden diese Symbole als Merkmale von Doppelstücken auf römische Münzen geprägt, zum Beispiel auf den Dupondius.